# Thulagi Čuli
Thulagi Čuli (také Thulagi Chuli) je hora vysoká 7 059 m n. m. v pohoří Himálaj v Nepálu.

## Charakteristika
Na severovýchod od vrcholu Thulagi Čuli leží osmitisícová hora Manáslu (8 163 m) a na jihovýchod vrchol Ngadi Čuli (7 871 m). Severozápadním směrem vede horský hřeben k 6 538 m vysokému vrcholu Phungi.

## Prvovýstup
V minulosti bylo několik pokusů o prvovýstup. Vrchol však zůstává nevylezen.